# Abadia de Fontfroide

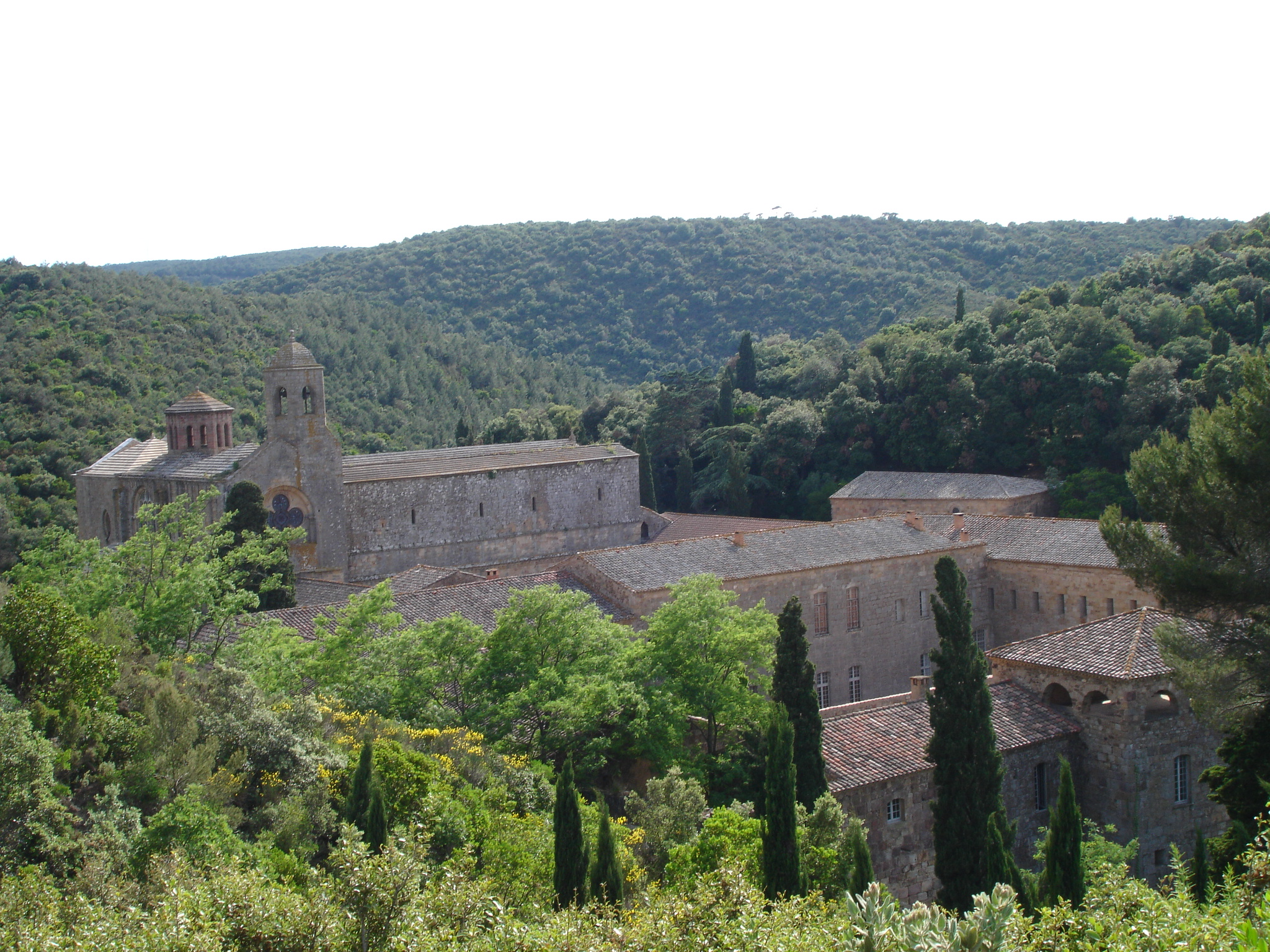
Vista geral da abadia.

A abadia de Fontfroide é uma antiga abadia da ordem de Cister situada na communa de Narbona no departamento da Aude na França, fundada em 1093.
Durante a cruzada albigense, ela foi um dos lugares mais ativos na defesa da ortodoxa católica. Na metade do século XIII, ela recebe doações importantes em terras da parte de Olivier de Termes que lhe permite  fazer novas construções. No século XIV, um dos seus abades, Jacques Fournier, foi eleito papa sob  o nome de Bento XII.